# Ingólfur Arnarson
Ingólfur Arnarson (849 – Reykjavík, 910) è stato un esploratore norvegese.

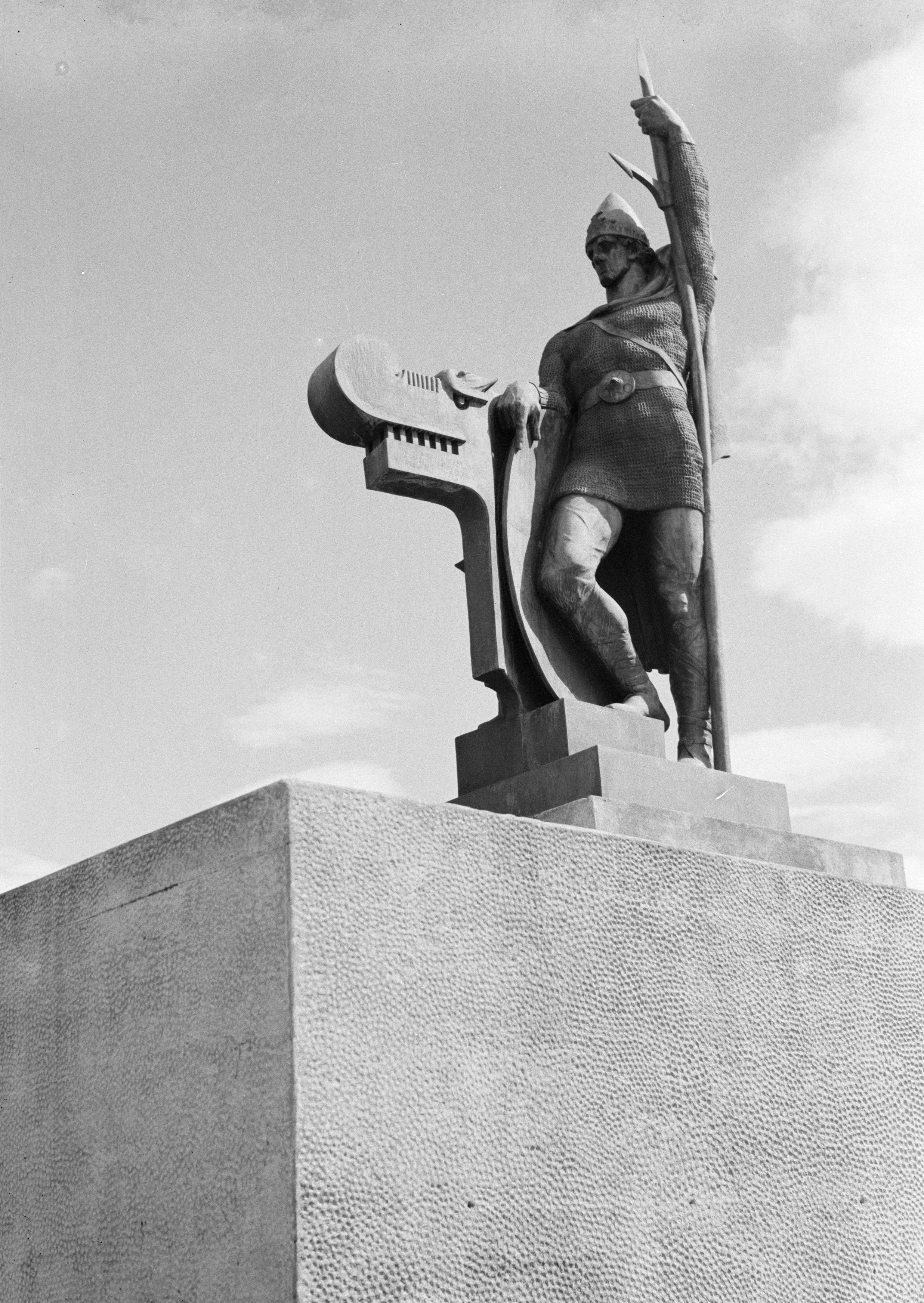
Statua a Reykjavík

È riconosciuto come il primo colonizzatore nordico permanente dell'Islanda.
Secondo la cronaca dell'insediamento scandinavo in Islanda, il Landnámabók (scritto tre o quattrocento anni dopo la colonizzazione), Ingólfur costruì la sua fattoria a Reykjavík nell'874, e questo segnò l'inizio dell'età della colonizzazione che durò fino al 930. Secondo la saga, quando la nave di Ingólfur approdò in quella terra disabitata, egli ordinò che gli alti sostegni del suo seggio (un attributo del suo rango di capotribù) fossero gettati in mare e dichiarò che il luogo in cui avessero toccato terra sarebbe stato il posto nel quale costruire la prima colonia dell'Islanda. Tuttavia egli non fu il primo scandinavo a visitare e vivere sull'isola. Il primo fu il vichingo svedese Gardar Svavarsson, che rimase per un inverno a Húsavík. In ogni caso la data dell'insediamento, sebbene alcuni ritrovamenti archeologici potrebbero antedatarla di alcuni anni, è abbastanza verosimile. Il cronachista Ari Thorgillsson riconosce Ingólfur come il primo scandinavo a stanziarsi definitivamente in Islanda, ma menziona che alcuni Papar (ovvero papisti, cioè monaci ed eremiti irlandesi) vivevano già nell'isola, che lasciarono per non dovere vivere tra i nuovi arrivati pagani.

## L'insediamento
Il Landnámabók ne riporta una versione fortemente connotata da elementi leggendari. Ingólfur, come moltissimi altri eroi delle saghe, avrebbe lasciato la Scandinavia per sfuggire a una faida (Landnámabok I,4). Avendo sentito dei racconti di viaggiatori (la saga cita Gardar Svavarsson, Hrafna-Flóki Vilgerðarson e altri) che dichiaravano di avere scoperto l'isola, si diresse verso nord con il suo amico Hjörleifur Hródmarsson. Avendo infine avvistato la terra avrebbe affidato agli dèi la scelta dell'approdo con l'espediente dei sostegni gettati in mare. La leggenda riporta che due suoi schiavi avrebbero cercato per tre anni prima di rinvenire i legni nella piccola baia che sarebbe divenuta Reykjavík. Nel frattempo Hjörleifur era stato ucciso dai suoi schiavi irlandesi, che egli maltrattava duramente, e Ingólfur lo avrebbe vendicato uccidendo a sua volta gli schiavi nelle isole Vestmann (Vestmannaeyjar).
Si dice che Ingólfur abbia colonizzato larga parte del sud-ovest dell'isola, ma in seguito il suo nome scompare dalle cronache. Suo figlio Thorsteinn Ingólfsson fu un grande capo cui è attribuita la fondazione della prima assemblea politica dell'isola ("þing"), primo nucleo dell'Althing.